# Swinging on a Star
"Swinging on a Star" is een popnummer uit 1944, gecomponeerd door Jimmy Van Heusen en voor het eerst uitgebracht door Bing Crosby.

## Achtergrond
Van Heusen schreef de muziek voor het nummer en de eerste stukken van de tekst, waarna zijn vaste songwriting-partner Johnny Burke de rest van de tekst voor zijn rekening nam. Bij een voorbespreking tussen Van Heusen en de zanger/acteur Bing Crosby over de filmmuziek voor de film Going My Way opperde Van Heusen dat Crosby "Swinging on a Star" op zou nemen. 
De opname van "Swinging on a Star", waarbij Bing Crosby muzikaal begeleid werd door John Scott Trotter en zijn orkest, vond plaats in Los Angeles op 7 februari 1944. The Williams Brothers, inclusief Andy Williams, zong de achtergrondzang. Het werd door Decca Records op single uitgebracht. Het leverde Crosby een nummer 1-hit in de Verenigde Staten en Australië op. Tevens won Crosby er de Oscar voor beste nummer mee.
Voor de Amerikaanse sitcom Out of This World (1987-1991) werd een aangepaste versie van het nummer gebruikt als openingsnummer. In een beroemde scène uit de actiefilm Hudson Hawk zingen Bruce Willis en Danny Aiello het nummer tijdens het plegen van een overval.

## Coverversies
Het lied is door veel artiesten gecoverd. Little Eva had er in 1963/1964 een top 10-hit mee in zowel de VS als het Verenigd Koninkrijk. In 1974 had het Arubaans-Britse duo Spooky and Sue een nummer 2-hit in de Nederlandse Top 40 met hun versie.

## NPO Radio 2 Top 2000
| Nummer met noteringen in de NPO Radio 2 Top 2000 | '00  | '01  | '02  |
| ------------------------------------------------ | ---- | ---- | ---- |
| Swinging on a Star                               | 1802 | 1860 | 1989 |

1. ↑  Een vetgedrukt getal geeft de hoogste notering aan.
2. ↑  2000 was het eerste jaar met een notering voor dit nummer.
3. ↑  Deze tabel is bijgewerkt tot en met de laatste editie (2024).